# Anhidrasa carbònica
L'anhidrasa carbònica, en anglès:carbonic anhydrases o carbonate dehydratases, forma una família d'enzims que catalitzen la interconversió ràpida de diòxid de carboni, {\displaystyle {\ce {CO2}}}, i aigua, {\displaystyle {\ce {H2O}}}, a anions hidrogencarbonat, {\displaystyle {\ce {HCO3-}}}, i cations oxoni, {\displaystyle {\ce {H3O+}}} (o vice-versa), una reacció reversible que, en absència d'un catalitzador, ocorre relativament lenta. Tenen activitat de liasa i en el lloc actiu de la majoria de les anhidrases carbòniques conté un ió zinc; per tant, es classifiquen com metal·loenzims. Descoberta l'any 1932, aquesta molècula va ser el primer enzim amb zinc a la seva zona activa descobert.
Estan associades a diversos teixits i regions de la cèl·lula, que en moltes ocasions mostren variabilitat de temperatura, pH o activitat metabòlica. Això va definir la importància de la catalització de les reaccions de CO₂ en diversos processos fisiològics.

## Mecanisme molecular en humans
Una de les funcions d'aquest enzim en els animals és interconvertir el diòxid de carboni i l'hidrogencarbonat per mantenir l'equilibri àcid-base a la sang i altres teixits orgànics, i ajudar el transport del diòxid de carboni fora dels teixits.
Sabem que és un procés reversible i gairebé simultani. L'objectiu general és el transport de {\displaystyle {\ce {CO2}}} des dels teixits perifèrics, en els quals es forma com a producte final de diverses reaccions metabòliques, fins als pulmons, on s'elimina formant part l'aire que s'expira. En aquest procés l'anhidrasa carbònica, que es troba present als eritròcits, intervé dos cops com a catalitzador. A nivell tissular, el {\displaystyle {\ce {CO2}}} format com a producte de les reaccions metabòliques passa a la sang, a l'interior de l'eritròcit, a causa que allà hi ha una concentració inferior d'aquesta molècula. Aleshores, l'anhidrasa carbònica catabolitza la reacció que converteix aquest {\displaystyle {\ce {CO2}}} en àcid carbònic, {\displaystyle {\ce {H2CO3}}}, que donarà lloc posteriorment a la formació de bicarbonat, {\displaystyle {\ce {HCO3-}}}, i d'un protó, {\displaystyle {\ce {H+}}}.
El {\displaystyle {\ce {HCO3-}}} format es difon al plasma sanguini i permet el transport de {\displaystyle {\ce {CO2}}} ja que està integrat dins seu. Per altra banda, el {\displaystyle {\ce {H+}}} format s'unirà a una molècula d'oxihemoglobina, {\displaystyle {\ce {HbO2}}}, afavorint d'aquesta manera l'alliberament als teixits perifèrics de l'oxigen, {\displaystyle {\ce {O2}}}, que formava part de l'oxihemoglobina.Vegeu fig. 1

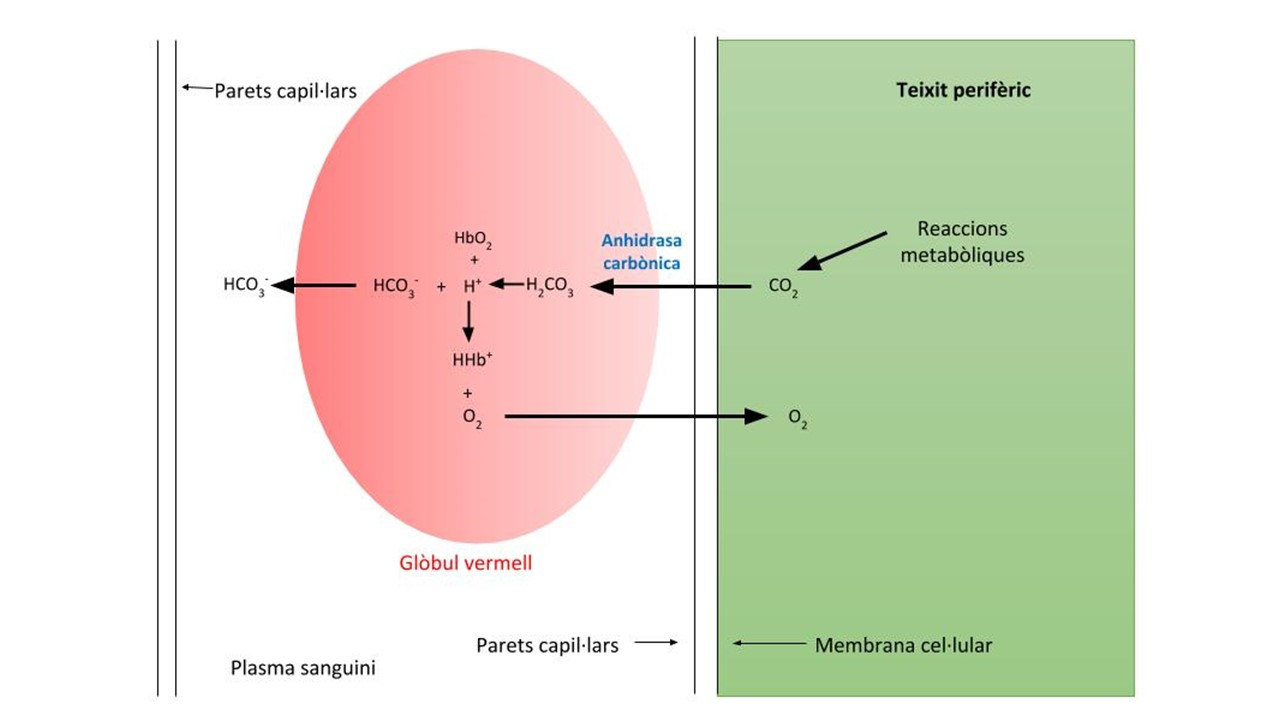
Fig. 1: En aquesta imatge es mostra el procés que té lloc a la sang per alliberar O2

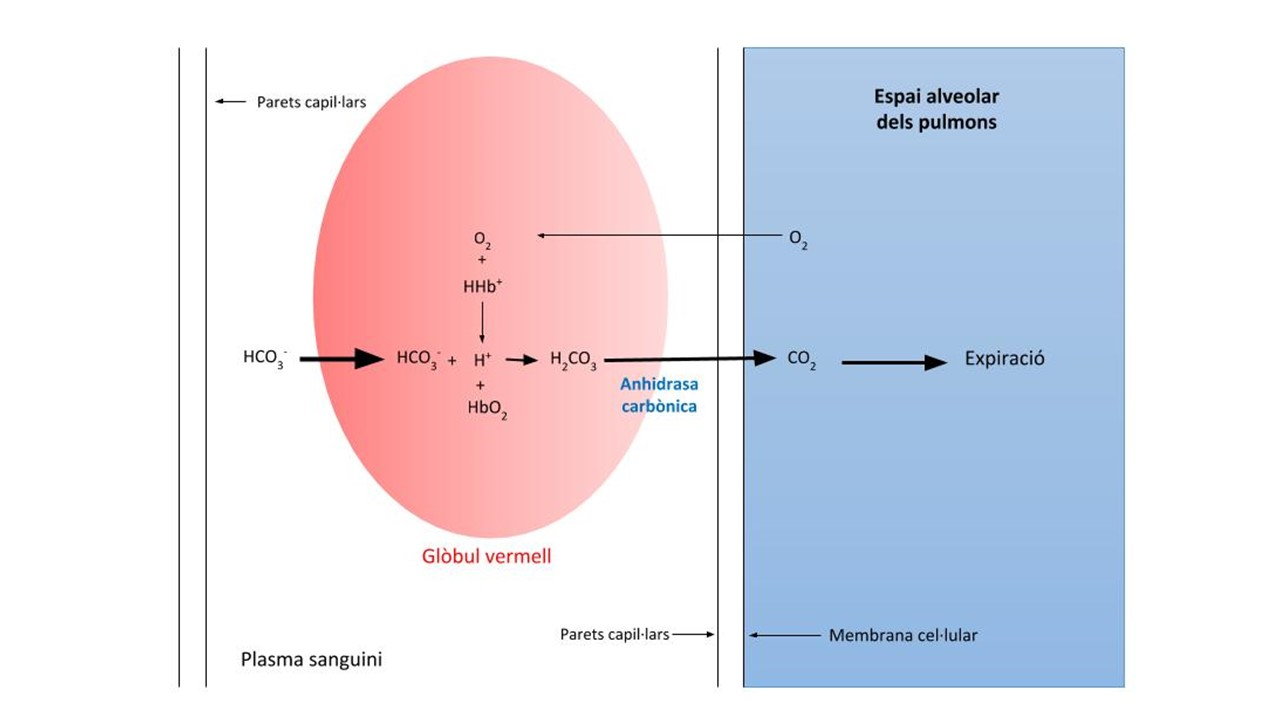
Fig. 2: En aquesta imatge es mostra el procés que te lloc als pulmons per alliberar CO2

El procés consequent de l'alliberament de {\displaystyle {\ce {HCO3-}}}al plasma sanguini té lloc a nivell de l'alvèol pulmonar. Com que la concentració de {\displaystyle {\ce {CO2}}} és menor a l'alveol, aquest serà transportat del lloc més concentrat almenys concentrat. En aquest punt intervé l'anhidrasa carbònica per segon cop, que catabolitza el pas de {\displaystyle {\ce {H2CO3}}} i {\displaystyle {\ce {H+}}} a la formació de {\displaystyle {\ce {CO2}}}, que difon a l'espai alveolar i s'acaba expirant. (vegeu fig. 2)

### Mecanisme d'acció de l'anhidrasa en la reacció
Veiem com participa l'anhidrasa sobre la reacció explicada: el centre actiu de la majoria d'anhidrases carbòniques conté un ió de zinc ({\displaystyle {\ce {Zn}}}) que es coordina amb la resta d'anells imidazol de la molècula. La quarta posició l'ocupa l'aigua, fet que causa una polarització de l'enllaç H-O-H. Posteriorment, l'aparició d'una quarta histidina prop del substrat d'{\displaystyle {\ce {H2O}}} causa l'acceptació d'un protó provinent d'aquesta molècula d'aigua. Aquest fet deixa un hidròxid ({\displaystyle {\ce {OH-}}}) enganxat al zinc, que serà l'encarregat d'atacar el {\displaystyle {\ce {CO2}}} i formar hidrogencarbonat ({\displaystyle {\ce {HCO3-}}}).
El mecanisme d'acció de l'anhidrasa, de manera més simplificada, consta de dos passos:
1. L'hidroxil ({\displaystyle {\ce {OH-}}}) unit a la molècula de zinc reacciona amb el carbonil del {\displaystyle {\ce {CO2}}} per formar una molècula d'{\displaystyle {\ce {HCO3-}}} que queda unida al zinc.
2. Posteriorment es produeix el procés de regeneració de l'enzim. L' {\displaystyle {\ce {H+}}} es transfereix per regenerar l'espècie catalítica activa, permetent que el zinc s'uneixi novament a l'{\displaystyle {\ce {OH-}}} i es torni a la conformació original.[6]

## Reacció

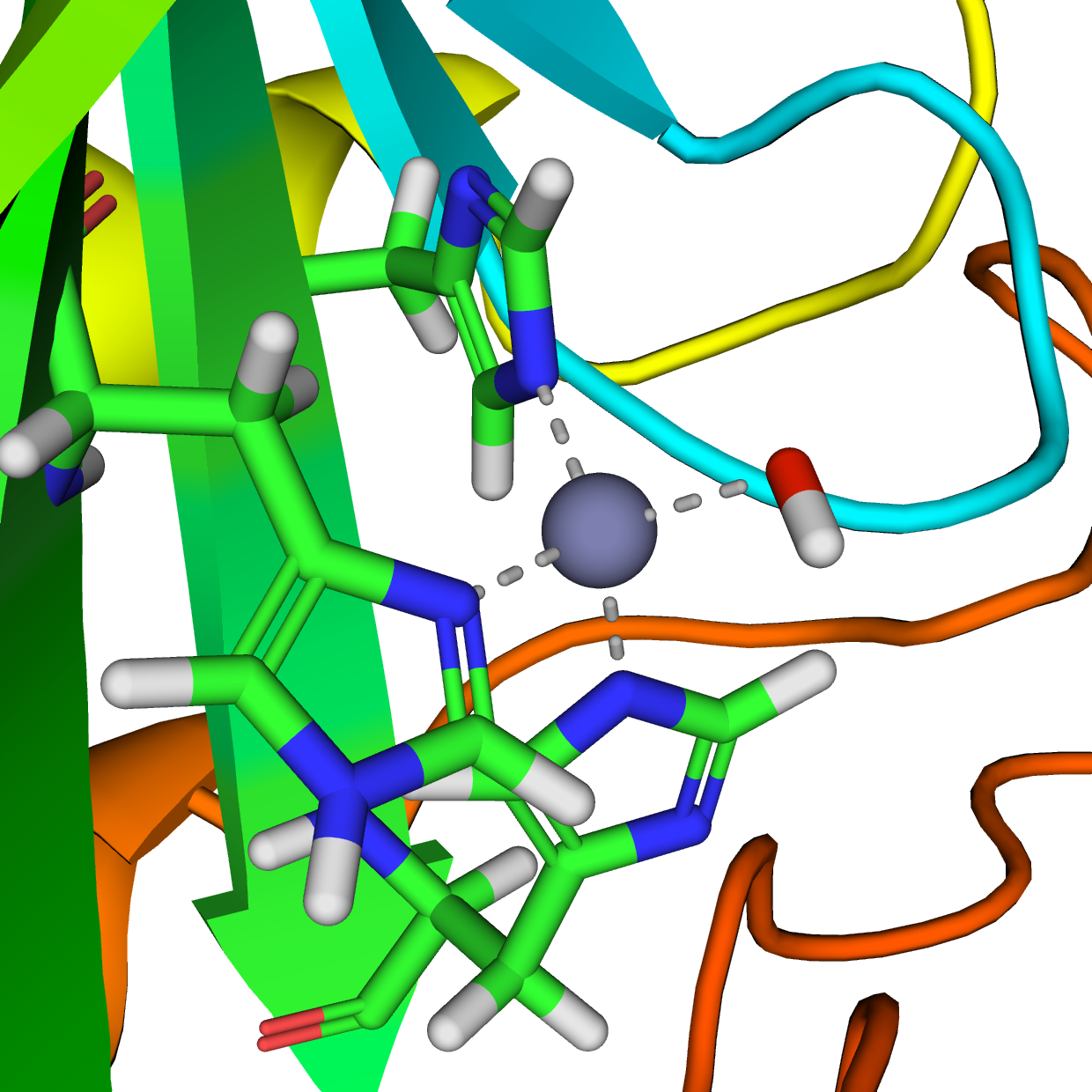
Fig. 3: Anhidrasa carbònica II humana

La reacció catalitzada per l'anhidrasa carbònica és:
{\displaystyle {\rm {CO_{2}+H_{2}O{\xrightarrow {Carbonic\ anhydrase}}H_{2}CO_{3}}}} (en teixits biològics - alta CO₂)
La velocitat de reacció de l'anhidrasa carbònica és una de les més ràpides de tots els enzims, i la velocitat està limitada per la taxa de difusió dels seus substrats bioquímics. Les taxes típiques oscil·len entre 104 i 10⁶ reaccions per segon.
La reacció inversa és relativament baixa (cinètica en el rang 15-segons) en absència de catalitzador. Per aquest motiu una beguda carbonatada no es desgasifica instantàniament quan s'obre l'envàs; tanmateix, a la boca es desgasifica ràpidament quan entra en contacte amb la anhidrasa carbònica que conté la saliva.
Una anhidrasa es defineix com un enzim que catalitza la remoció d'una molècula d'aigua d'un compost, per tant, és la reacció inversa la que dona nom a la anhidrasa carbònica,pel fet que treu una molècula d'aigua de l'àcid carbònic.
{\displaystyle {\rm {HCO_{3}^{-}+H^{+}\rightarrow H_{2}CO_{3}\rightarrow CO_{2}+H_{2}O}}} (en pulmons, nefrons i ronyó - baixa concentració de CO₂ en les cèl·lules vegetals)

## Famílies

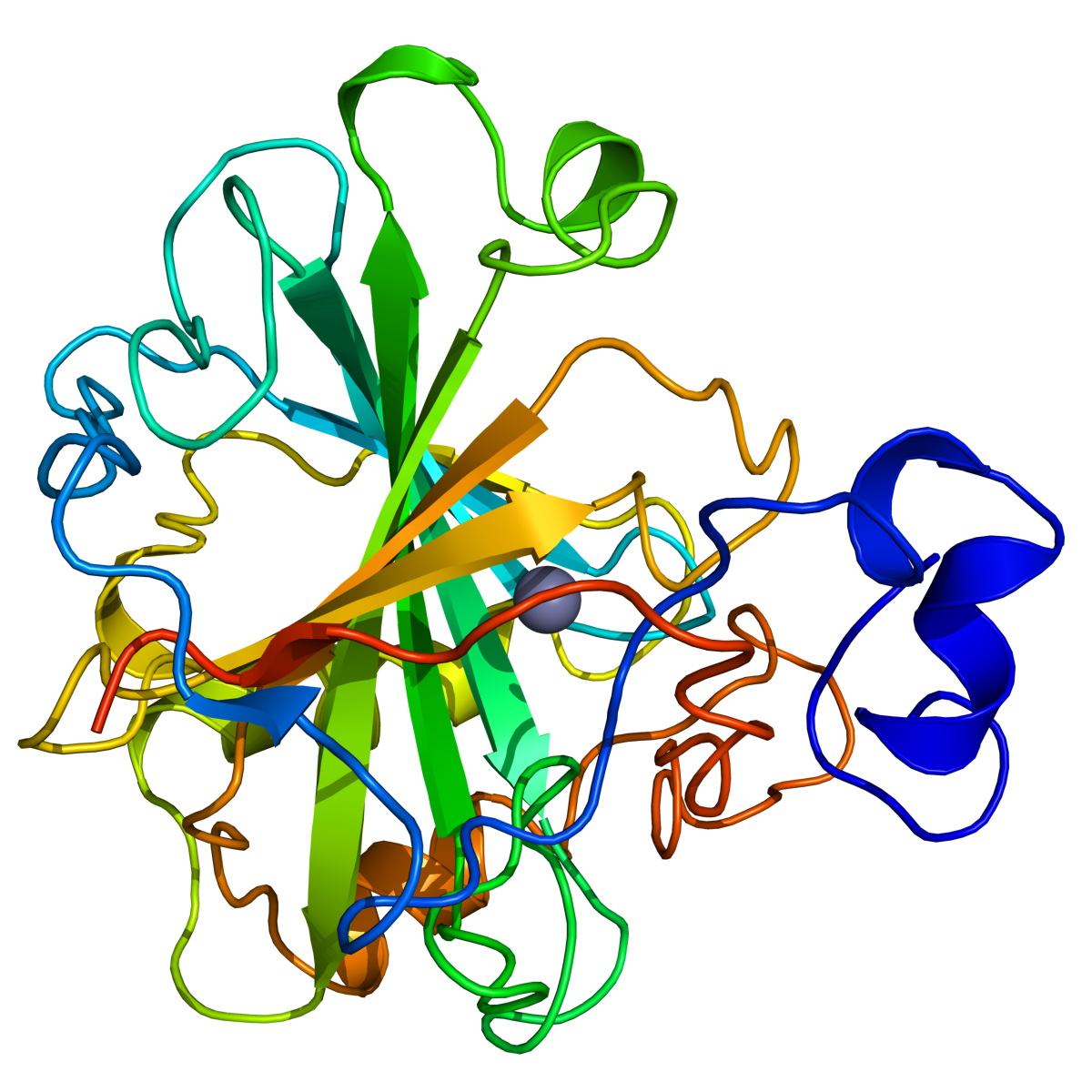
Fig. 4: Diagrama de cinta d'anhidrasa carbònica II

S'hi distingeixen, com a mínim, set famílies AC (α, β, γ, δ, ε, η i θ) no relacionades evolutivament.

### Anhidrasses carbòniques α
Les anhidrasses carbòniques α són l'únic tipus de família trobat en mamífers. Aquesta família d'anhidrasses carbòniques està composta per metal·loenzims de zinc de distribucions variades depenent del teixit, i estan relacionades amb processos biològics connectats amb la respiració i amb l'intercanvi iònic. La seva funció principal és catalitzar la reacció del diòxid de carboni amb l'ió bicarbonat. Dotze dels tretze isoenzims que formen la família es troben expressats en humans. Els membres d'aquesta família tenen un paper important en la regulació del pH, del CO₂, dels ions i del transport d'aigua. Es diferencien en l'activitat catalítica, la distribució tissular i la sensibilitat als inhibidors sulfonamides.
- Anhidrasa carbònica I (AC-I)

L'enzim AC-I es troba al citoplasma. Té una activitat menor comparada amb l'AC-II. En pacients d'anèmia hemolítica s'ha observat una disminució de la presència de l'enzim, cosa que indica que la seva expressió podria servir com a indicador per aquesta malaltia.
- Anhidrasa carbònica II (AC-II)

L'AC-II es localitza al citoplasma i a l'espècie humana el gen AC-II està al cromosoma 8q22. Es troba en diversos teixits, com per exemple als eritròcits, al tracte gastrointestinal, als ulls, als osteoclasts, als ronyons, als pulmons, als testicles i al cervell. Es caracteritza per la seva alta velocitat enzimàtica. L'osteopetrosis autosòmica recessiva, la ceguera i la sordesa evolutiva, l'anèmia greu, l'hepatoesplenomegalia o dificultats per menjar són algunes de les malalties assosciades a l'AC-II. Els activadors d'aquest enzim són amines biogèniques (histamina, serotonina i catecolamines), la fenilalanina i l'histidina. En canvi, inhibidors farmacològics ho són majoritàriament els sulfonamides.
- Anhidrasa carbònica III (AC-III)

L'AC-III també està associada al citoplasma. S'expressa notablement al teixit muscular esquelètic i al teixit adipós. No tan nombrosament, s'ha localitzat a la pròstata, als ronyons, al cervell i als eritròcits. La seva activitat enzimàtica és tan sols un 3% de l'activitat de l'AC-II, fet que podria indicar que l'activitat catalítica no és la seva funció principal.
L'AC-III regula l'homeòstasi mineral. La seva expressió augmenta quan hi ha una diferenciació d'osteoblast-osteòcit, i protegeix els osteòcits madurs d'hipòxia i d'estrès oxidatiu. És capaç de protegir les cèl·lules de l'oxidació proteica gràcies a dos grups sulfhidril reactius que el conformen. Altrament, una alta expressió d'AC-III a les cèl·lules pot protegir-les de l'apoptosi induïda per aigua oxigenada (H₂O₂).
- Anhidrasa carbònica IV (AC-IV)

L'AC-IV s'ha trobat ancorada a la membrana plasmàtica per un glicosilfosfatidilinositol (GPI). Està expressada al cor, als ronyons, als pulmons, a la retina i als eritròcits d'entre altres òrgans i teixits. Facilita l'intercanvi de parelles de protons per metabòlits molt energètics dels transports monocarboxílics mitjançant una via no catalítica. Aquest procés requereix que l'enzim s'uneixi a xaperones transportadores. També millora l'activitat de diversos transportadors d'àcids i bases, casos en els quals és necessaria l'activitat catalítica a més del contacte físic entre l'enzim i el domini extracel·lular del transportador.
- Anhidrasa carbònica VA (AC-VA)

L'AC-VA es localitza als teixits del fetge (molt abundant), dels ronyons i del múscul esquelètic (molt abundant). És un enzim mitocondrial. Concretament, proveeix bicarbonat com a substrat a quatre enzims metabòlics del mitocondri.
La seva deficiència és un error metabòlic prenatal que condueix a l'encefalopatia hiperamonèmica. La falta d'AC-VA també causa cossos cetònics i de lactat elevats, acidosi metabòlica, hipoglucèmia i l'excreció de substrats de la carboxilasa.
- Anhidrasa carbònica VB (AC-VB)

L'AC-VB, igual que l'AC-VA, és un enzim mitocondrial. Té un rendiment més baix que l'AC-V5: accepta substitucions d'aminoàcids 4,5 vegades més lentament. Les diferències entre aquestes dues isoformes es deuen a l'inici de l'evolució per separat dels seus gens respectius fa 90 milions d'anys. L'AC-VB es troba als teixits del cor, dels ronyons, del fetge, dels testicles i dels músculs. Es desconeix el significat de la seva àmplia expressió en comparació amb l'AC-VA.
- Anhidrasa carbònica VI (AC-VI)

L'AC-VI és l'única anhidrasa carbònica que es pot secretar a la saliva, al sèrum, a la llet, a les vies respiratòries i al tub digestiu. A més, està associada al gust amarg i a la protecció de l'excés d'acidesa en càries dentals i lesions tant de l'epiteli gàstric com de l'esòfag. També protegeix la mucosa de l'esòfag i normalitza l'arquitectura de les papil·les gustatives.
Està vinculada al cáncer de les glàndules salivals. L'activitat màxima de l'enzim es produeix en un pH d'entre 7,0 i 8,0. La seva activitat comença a decréixer a pH major de 8,0.
- Anhidrasa carbònica VII (AC-VII)

L'AC-VII es troba als teixits del múscul esquelètic, del fetge i del cervell. És una de les isoformes més eficients, i s'expressa majoritàriament al citosol. S'ha trobat una alta expressió d'aquest enzim a cèl·lules tumorals, cosa que podria classificar-la com a marcador tumoral. També s'han relacionat nivells baixos de l'AC-VII amb capacitat inferior de sobreviure a malalties específiques. És capaç de protegir les cèl·lules de l'estrès oxidatiu gràcies al les seves cisteïnes reactives.
- Anhidrasa carbònica IX (AC-IX)

La distribució de l'AC-IX està limitada a l'epiteli i al tracte gastrointestinal. Es troba expressada a una gran varietat de tumors, on regula el pH i és esencial pels procesos de migració i d'invasió de les cèl·lules. La regulació del pH es fa mitjançant l'alliberació de protons i facilitant l'absorció de HCO₃-.
La seva baixa expressió s'associa amb la progessió de diversos tipus de càncers i amb un mal pronòstic. D'aquesta manera, l'AC-IX podria ser un biomarcador tumoral.
- Anhidrasa carbònica XII (AC-XII)

L'AC-XII està associada a la membrana cel·lular. En humans, es troba en molts teixits, incloent l'aorta, la bufeta, el còlon, l'esòfag, els ronyons, el fetge, els pulmons, els ganglis limfàtics, les glàndules mamàries, els ovaris, la pròstata, els limfòcits perifèrics de la sang, el recte, l'estómac, els músculs esquelètics, la pell, els braços, la tràquea i l'úter.
La seva expressió augmenta en alguns càncers i està regulada per l'hipòxia i els receptors d'estrògen. Una alta expressió de l'enzim al càncer de mama, per exemple, indica un menor grau de malaltia. La mutació del gen CA12 origina una síndrome similar al de la fibrosi quística. L'AC-XII també es troba a les cèl·lules de les vèrtebres, i s'ha relacionat la seva expressió a una degeneració de la columna vertebral. Per tant, podria ser un biomarcador pel mal d'esquena crònic.
Com l'AC-IX, millora l'acidificació de l'entorn extracel·lular produint protons i facilitant l'absorció de HCO₃- i manté un pH lleugerament alcalí mitjançant la difusió de diòxid de carboni i l'alliberació de lactat.
- Anhidrasa carbònica XIII (AC-XIII)

L'AC-XIII està expressada en diversos teixits humans, incloent les glàndules salivals, els ronyons, l'intestí prim, el còlon, l'úter i els testicles. En comparació amb la seva expressió en teixits normals, es troba poc expressada en cèl·lules tumorals. Funciona com a inhibidor de sulfonamides.
Aquesta anhidrasa és una de les isoformes citosòliques menys estudiades i menys eficients. S'encarrega de controlar el pH i regular el balanç iònic per assegurar les condicions fèrtils als òrgans reproductors.
- Anhidrasa carbònica XIV (AC-XIV)

L'AC-XIV està expressada al cervell, en membranes plasmàtiques de cossos neuronals i axons, als ronyons, i al fetge, a la membrana plasmática dels hepatòcits. També es troba a regions del còlon, del múscul esquelètic i de la retina. Una de les seves funcions és produir una resposta lumínica retinal a través de la regulació del pH extracel·lular i del CO₂.
- Anhidrasa carbònica XV (AC-XV)

L'AC-XV és el primer membre de la família d'anhidrasses carbòniques α que no està expressat en humans ni ximpanzés, però sí en altres espècies. En els ratolins, per exemple, l'AC-XV s'ha localitzat als ronyons, al cervell i als testicles. La seva activitat catalítica és baixa, i són necessàries les xaperones pel correcte funcionament d'aquest enzim.

#### Comparació d'anhidrases carbòniques de mamífers
| Isoforma | Gen  | Massa molecular(kDa) | Localització cel·lular                     | Localització tissular                                                                              | Activitat específica d'enzims humans (s−1) | Sensitivitat als sulfonamides (acetazolamida en aquesta taula) KI (nM) |
| -------- | ---- | -------------------- | ------------------------------------------ | -------------------------------------------------------------------------------------------------- | ------------------------------------------ | ---------------------------------------------------------------------- |
| AC-I     | CA1  | 29                   | Citosol                                    | Glòbuls vermells, tracte gastrointestinal                                                          | 2,0 x 10⁵                                  | 250                                                                    |
| AC-II    | CA2  | 29                   | Citosol                                    | Glòbuls vermells, ulls, osteoclasts, ronyons, pulmons, testicles, cervell, tracte gastrointestinal | 1,4 x 10⁶                                  | 12                                                                     |
| AC-III   | CA3  | 29                   | Citosol                                    | Múscul esquelètic, teixit adipós, pròstata, ronyons, cervell, glòbuls vermells                     | 1,3 x 104                                  | 240000                                                                 |
| AC-IV    | CA4  | 35                   | Extracel·lular lligat a GPI                | Tracte gastrointestinal, ronyons, endoteli, cor, retina, glòbuls vermells, pulmons                 | 1,1 x 10⁶                                  | 74                                                                     |
| AC-VA    | CA5A | 34,7 (predicció)     | Mitocondri                                 | Fetge, ronyons, múscul esquelètic                                                                  | 2,9 x 10⁵                                  | 63                                                                     |
| AC-VB    | CA5B | 36,4 (predicció)     | Mitocondri                                 | Cor, ronyons, fetge, testicles, múscul                                                             | 9,5 x 10⁵                                  | 54                                                                     |
| AC-VI    | CA6  | 39-42                | Secretori                                  | Saliva, llet, sèrum sanguini, tub digestiu, vies respiratòries                                     | 3,4 x 10⁵                                  | 11                                                                     |
| AC-VII   | CA7  | 29                   | Citosol                                    | Múscul esquelètic, fetge, cervell                                                                  | 9,5 x 10⁵                                  | 2,5                                                                    |
| AC-IX    | CA9  | 54, 58               | Associat a la membrana cel·lular           | Tracte gastrointestinal, epiteli                                                                   | 1,1 x 10⁶                                  | 16                                                                     |
| AC-XII   | CA12 | 44                   | Centre actiu localitzat extracel·lularment | Àmpliament distribuït                                                                              | 4,2 x 10⁵                                  | 5,7                                                                    |
| AC-XIII  | CA13 | 29                   | Citosol                                    | Àmpliament distribuït                                                                              | 1,5 x 10⁵                                  | 16                                                                     |
| AC-XIV   | CA14 | 54                   | Centre actiu localitzat extracel·lularment | Ronyons, cor, múscul esquelètic, cervell, fetge                                                    | 3,1 x 10⁵                                  | 41                                                                     |
| AC-XV    | CA15 | 34-36                | Extracel·lular lligat a GPI                | Ronyons, cervell, testicles. No expressat en teixits humans                                        | 4,7 x 10⁵                                  | 72                                                                     |

### Anhidrasses carbòniques β
Les anhidrasses carbòniques de tipus β es troben en alguns microorganismes procariotes, algues, plantes i invertebrats.
A diferència de les altres anhidrasses carbòniques és l'única que mostra regulació al·lostèrica. Fonamentalment estan compostes de dímers, formats per dos monòmers idèntics, el que també diferència les β-ACs de la resta d'ACs.
S'han identificat dos models d'aquesta família definits per l'estructura dels seus centres actius:
- Tipus 1 (β-ACs oberts): Es caracteritza per 3 diferències estructurals principals. En primer lloc la seva esfera de coordinació: Zn(Cys)2(His)(X) on X correspon a un lligand intercanviable com aigua o algun ió orgànic o inorgànic. En segon lloc, una parella Asp-Arg on l'Asp actua fent un pont d'hidrogen amb aigua, un grup hidroxil o un NH que queda lligat amb l'ió de metall. Finalment, hi ha un donador de ponts d'hidrogen (tipícament Gln o His).
- Tipus 2 de (β-ACs tancats): El segon tipus té una esfera de coordinació tancada al voltant de l'ió metàl·lic del centre actiu. A més d'això es diferència del primer tipus, ja que la parella de Asp-Arg està trencada i el donador de ponts d'hidrogen es troba rotat respecte al centre actiu.

La seva activitat va ser primerament observada en cloroplasts de plantes. Tot i així no va ser reconeguda com un tipus diferent d'anhidràssa carbònica fins al cap de 50 anys, amb la seqüenciació de l'ADN dels enzims homòlegs de S. oleracea, Pisum sativum (PSCA) i Arabidopsis thaliana. La majoria de la investigació sobre la β-anhidrassa carbònica s'ha fet sobre aquests tres enzims.
S'ha demostrat que en plantes C3 i algues se situa als estromes dels seus cloroplasts. Tanmateix, es creu que també se'n poden trobar al tilacoide, al citoplasma i els mitocondris dels mateixos individus. En animals, en canvi s'ha relacionat amb els mitocondris, tot i que encara no s'ha pogut demostrar. En algues fotosintètiques unicel·lulars s'ha observat que la β-AC presenta estructura de cristall.
Tot i que no es coneixen gaires coses sobre el seu paper fisiològic, s'ha pogut veure que serveix com a suport per enzims que utilitzen o disposen de {\displaystyle {\ce {CO2}}} o {\displaystyle {\ce {HCO3-}}} com el Rubisco, al que està lligat a nivell de transcripció. També ha mostrat ser essencial per al creixement normal de bacteris com Escherichia coli .

### Anhidrasses carbòniques γ
Les anhidrasses carbòniques de tipus γ es troben en diverses espècies dels 3 dominis de la vida: Bacteries, archaea i eucariotes. Tot i així tenen especial presència en bacteris i archaeas, ja que en eucariotes només s'ha pogut identificar en algunes algues fotosintètiques i plantes. En aquestes dues últimes famílies la γ-AC s'ha identificat en Arabidopsis thaliana o l'alga Emiliania huxleyi i es localitza als mitocondris.
La seva presència en organismes quimiolitooautòtrofs termofílics indica que aquesta és possiblement la família d'AC més antiga evolutivament.
Estructuralment són homotrimers, de forma que es componen de 3 pèptids idèntics, i tenen estructura de cristall. El seu centre actiu també presenta el característic ió de zinc i està coordinat per dues His col·locades en un dels monòmers) i una tercera His (col·locada al monòmer adjacent). Divergeix, tot i així, en que només una molècula d'aigua completa la geometria de coordinació del zinc. En archaeas (de tipus anaerobi s'ha observat el ferro com un metall especialment rellevant.
La γ-AC de l'espècie d'archeobacteris Methanosarcina thermophila és considerada com la prototípica. Va ser la primera γ-AC descoberta i actualment és de la que es consta de més informació.

### Anhidrasses carbòniques δ
Les δ-AC s'han identificat en diatomees. Més concretament, s'ha identificat en diatomees marines de l'espècie Thalassiosira weissflogii. Aquesta AC s'identifica amb l'acrònim TWCA1.
Al seu centre actiu també presenta l'ió de zinc, tot i que in vivo pot ser substituït per un ió de cobalt. Pel que fa a la resta del seu centre regulador es diferència dels dos tipus d'AC anteriors, ja que presenta dues cisteïnes i una histidina.
Alguns estudis filogènics indiquen que aquest tipus d'AC està més relacionada amb les α-AC que amb cap altre tipus d'anhidrasses carbòniques.

### Anhidrasses carbòniques ε
Les anhidrasses carbòniques de tipus ε també es troben en diatomees. Concretament han estat aïllades de l'espècie Thalassiosira weissflogii. Però d'entre els 7 tipus d'AC aquesta es mostra especialment interessant a causa de les peculiaritats que mostra l'enzim CDCA1 (la ε-AC més investigada).
Les ε-AC tenen la capacitat d'intercanviar l'ió de zinc del seu centre actiu per un ió de cadmi i viceversa. En conseqüència es classifica com un enzim de naturalesa canviant. Aquest fenomen fa possible la vida a les diatomees que presenten aquest enzim en hàbitats amb poca disponibilitat d'ions.
Igual que altres tipus d'AC presenta estructura de cristall. Igual que les δ-AC el seu centre actiu també està coordinat per dues cisteïnes,una histidina i una molècula d'aigua. Amb la contribució també d'una segona molècula d'aigua de localització pròxima.

### Anhidrasses carbòniques η i θ
Les AC de tipus η i θ han estat les últimes descobertes. S'han identificat en espècies de plasmodi i l'espècie de diatomea Phaeodactylum tricornutum respectivament. Per ambdues classes, però, només s'ha pogut identificar un enzim característic amb profunditat.
Pel que fa a les η-AC, l'enzim caracteritzat rep el nom de PfCA i es va aïllar de l'espècie Plasmodium falciparum, un dels 5 plasmodis que causen la malària en humans. Inicialment aquest enzim es va classificar dins de les α-ACs, però algunes peculiaritats com la presència d'una glutamina coordinant el centre actiu van fer que es definís com un tipus d'AC diferenciat.
Per altra banda, de les θ-AC es van identificar al lumen del tilacoide de penetració del pirenoide de la diatomea Phaeodactylum tricornutum.